# Palazzo Ducale (Lerma)
Il Palazzo Ducale di Lerma è un palazzo di stile herreriano che si trova a Lerma in Spagna.
La costruzione del palazzo iniziò nel 1601 su commissione del duca di Lerma Francisco Gómez de Sandoval y Rojas e su progetto dell'architetto Francisco de Mora, del quale è considerato il capolavoro, e durò fino al 1607.
Nel palazzo si celebrarono le nozze reali tra Luigi I di Spagna e Luisa Elisabetta di Borbone-Orléans e vi dormì Napoleone Bonaparte nel 1809. Tra il 1937 e il 1939 il palazzo fu utilizzato come campo di concentramento dal regime franchista, mentre dal 2013 è sede di un parador.

## Facciata

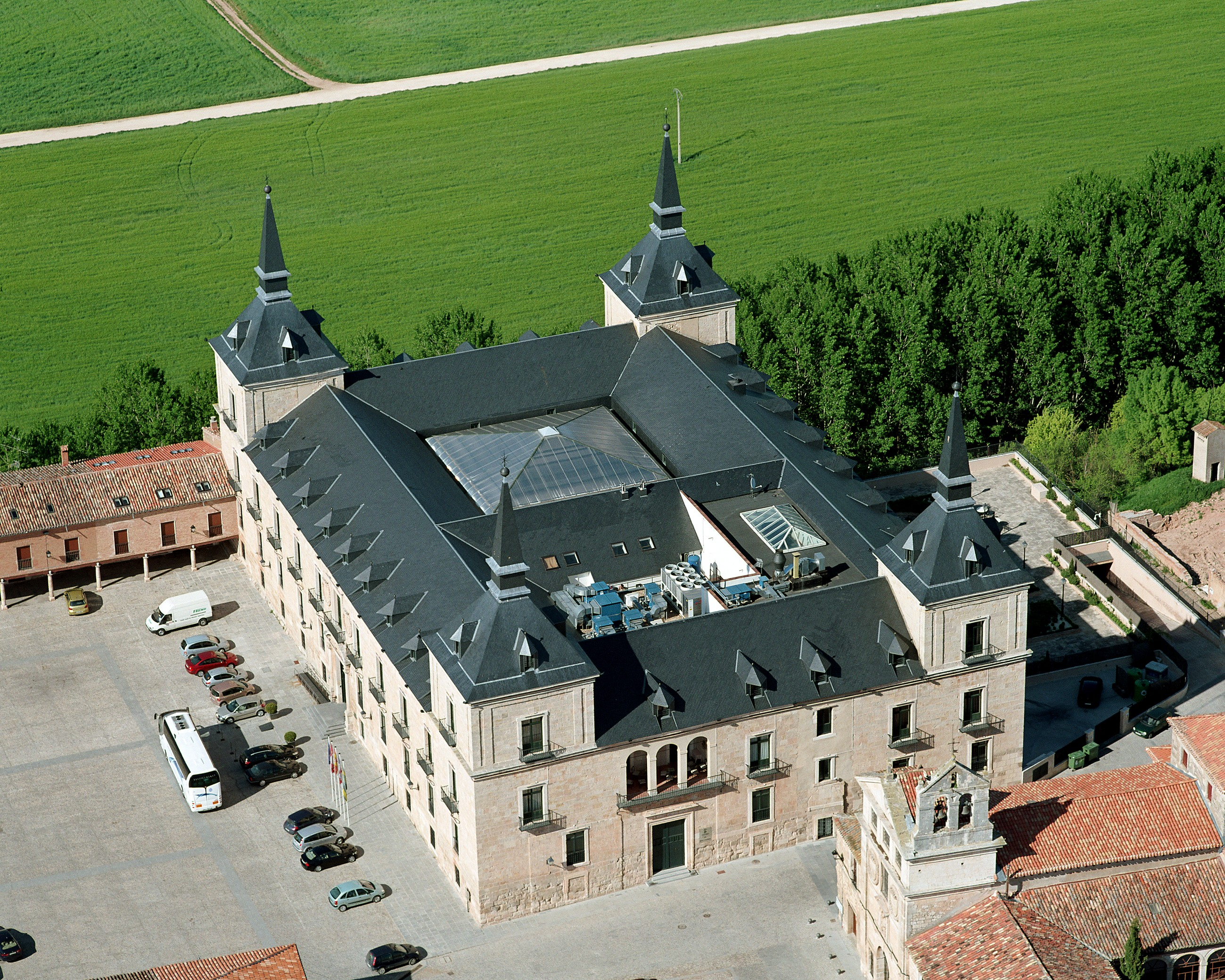
Veduta aerea del palazzo

La facciata presenta un portale coronato da un frontespizio retto da colonne con un grande portone in noce ornato da 520 chiodi in bronzo, al di sopra del quale sono presenti due stemmi ducali, decorati con dell'alloro. Le inferriate delle finestre e dei balconi sono dipinte di blu ed oro.
Il palazzo è un conjunto histórico dal 1965 e presenta agli angoli quattro torri, un privilegio concesso al Duca di Lerma dato che nessun edificio poteva avere più di due torri ad eccezione di quelli del re di Spagna.

## Patio

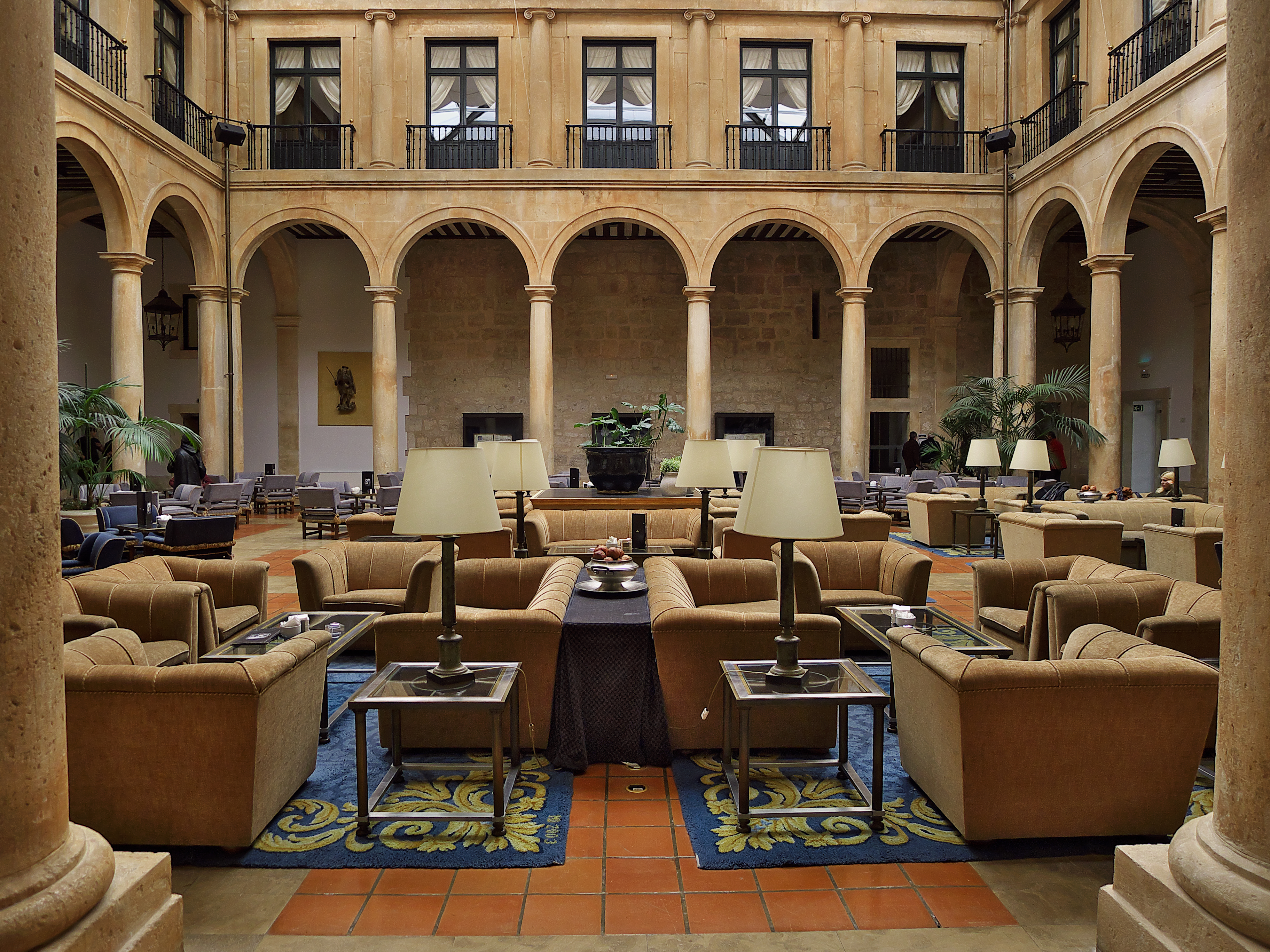
Patio

L'interno del patio presenta archi a tutto sesto su ciascun lato sostenuti da colonne costituite da pezzi unici di granito (le cave erano di proprietà del duca). Al piano superiore le colonne non sostengono archi, ma piuttosto un fregio corrente dei balconi in ferro e finestre originariamente in legno di noce.